# Haw-Haw Land
"Haw-Haw Land" (Ja Ja Land en España) es el décimo episodio de la vigesimonovena temporada de la serie televisiva animada Los Simpson, y el episodio 628 de la serie en general. Se emitió en los Estados Unidos en Fox el 7 de enero de 2018. El título y el número musical de apertura parodian la película La La Land.
"Haw-Haw Land" recibió críticas mixtas de la crítica pero negativas de fanáticos y público general, las principales críticas negativas del episodio fueron la historia reciclada de Lisa's Date with Density, la falta de humor, las canciones y la interpretación vocal de Ed Sheeran. Varios críticos encontraron floja la supuesta parodia de La La Land y de mal gusto el chiste de Moonlight, a pesar de esto se elogió la animación y la actuación vocal de Nancy Cartwright.

## Argumento
En un día lluvioso, la familia Simpson va a una conferencia de CTIM, donde Lisa conoce a Brendan Beiderbecke, un niño que domina el piano, y se enamora de él. Los matones son derrocados por Brendan, incluyendo al exnovio de Lisa Nelson quien trata de impresionarla musicalmente en la heladería de Phineas Q. Butterfat, iniciando un conflicto en su corazón.
Mientras tanto, Bart descubre que tiene un interés y una química de talento después de presenciar reacciones químicas. Lo prueba en su casa del árbol con Milhouse donde convierten las hojas del árbol en caramelos de roca después de que Homer y Marge salen. Homero y Marge se preocupan por Bart, pero parece que por una vez lo está haciendo bien, pero un accidente en la escuela, en el que se vio involucrado el Superintendente Chalmers bebiendo accidentalmente una taza de vodka con ácido sulfúrico y perdiendo la punta de la lengua, parece estar relacionado con Bart. Bart dice que no sabe del incidente, pero Marge y Homer no están seguros.
La familia va a un espectáculo de talentos, donde Bart hará una demostración de química, mientras Nelson y Brendan actúan. Nelson es abucheado todo el tiempo mientras Brendan lo hace bien. Sin embargo, es descalificado por vivir en West Springfield y va a ser transferido a una escuela allí. Después de que Brendan se despide de Lisa, Nelson le dice que está aliviado de que ella no lo haya elegido, ya que necesita concentrarse en sus propias habilidades antes de poder salir con ella. Lisa termina sola, encontrándose a sí misma disfrutándolo. Cuando Bart comienza su demostración, la policía aparece para arrestarlo por el incidente del azufre. Al principio en conflicto, Marge elige creer a Bart y le ayuda en la demostración, produciendo un visual vibrante y seguro. Esto prueba que Bart es inocente, como Willie admite al picar el vodka en un intento de asesinato Director Skinner. Sin embargo, a medida que Marge y Bart reconcilian la demostración, la escuela se llena con una reacción química.
En la escena final de la post-fiesta del concurso de talentos, mientras Willie pica el puñetazo con el ácido sulfúrico, Marge se disculpa ante los espectadores afirmando que este episodio se suponía que iba a parodiar Moonlight, no La La Land. Homero afirma que nadie allí ha visto "Moonlight". Cuando Marge se ofrece a mostrarle esa película como si tuvieran el DVD, Homero afirma que preferiría ver X-Men: Apocalipsis que todo el mundo en el fondo está interesado en ver, excepto Lisa, a quien le gustaría ver Moonlight'.

## Recepción
Dennis Perkins de 'The A.V. Club dio a este episodio un C+, afirmando, "Pegging un episodio de The Simpsons directamente a un objetivo cultural pop específico requiere mucha más imaginación de lo que 'Haw-Haw Land' puede reunir. El título, que trae el eslogan de Nelson, está en la cima del montón de astucia aquí, viendo como el matón de la escuela y la antigua amante de Lisa Simpson forma un punto en el triángulo amoroso del episodio La La Land. Pero si vas a hacer una parodia de una espléndida historia de amor musical de Hollywood (y, como en la etiqueta del episodio, accidentalmente ganador momentáneo del Oscar), tienes que aportar mucho más a la empresa de lo que está a la vista".
"Haw-Haw Land" fue visto por 6,95 millones de espectadores con un índice de audiencia de 2,8 y una cuota de pantalla de 9, lo que lo convierte en el programa de mayor audiencia de la noche de Fox.